# NGC 5380
NGC 5380 ist eine linsenförmige Galaxie vom Hubble-Typ E-S0 im Sternbild Jagdhunde und etwa 145 Millionen Lichtjahre von der Milchstraße entfernt.
Sie wurde am 16. Mai 1787 von Wilhelm Herschel mit einem 18,7-Zoll-Spiegelteleskop entdeckt, der sie dabei mit „F, S, R, vsmbM“ beschrieb.